# Кронштадтский бульвар
Кроншта́дтский бульва́р — бульвар в Северном административном округе Москвы в Головинском районе. Проходит с запада на восток от Головинского шоссе до Онежской улицы.
Слева примыкают улицы Авангардная, Смольная, Лавочкина. Справа — улица Нарвская. От Головинского шоссе до Нарвской улицы имеется дублёр.

## Происхождение названия
Кронштадтский бульвар получил название в 1964 году в честь города и порта Кронштадт, расположенного на острове Котлин, в Финском заливе, в связи с расположением бульвара в северо-западной части Москвы.

## История
С XV века известно село Головино, располагавшееся примерно на углу нынешнего бульвара и Смольной улицы. Так же, как и район Ховрино, Головино обязано названием владельцу — Ивану Ховре-Голове, родоначальнику фамилии Головиных. В 1614 разорённое Смутой Головино запустело и перешло в род Хлоповых, затем — с конца XVIII по середину XIX века — принадлежало помещикам Хлебниковым, а в 1860-е и 1870-е гг. перешло в руки семьи штаб-ротмистра М. И. Головина (однофамильца исторических Головиных). В 1876—1880 земли Головиных были выкуплены купцом Н. И. Сидоровым под устройство Казанской женской обители.

## Примечательные здания и сооружения
По нечётной стороне:

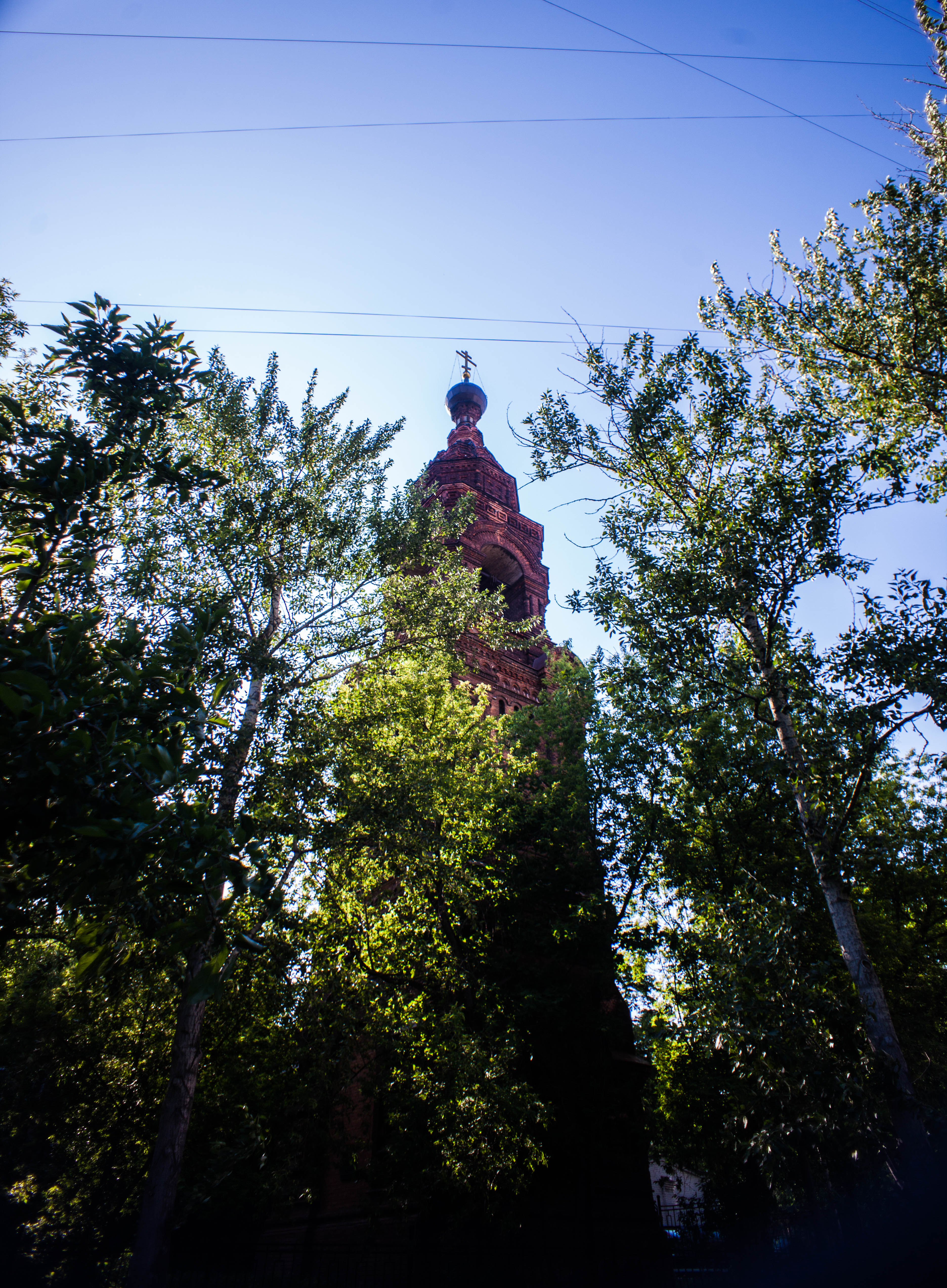
Колокольня б. Казанского Головинского монастыря

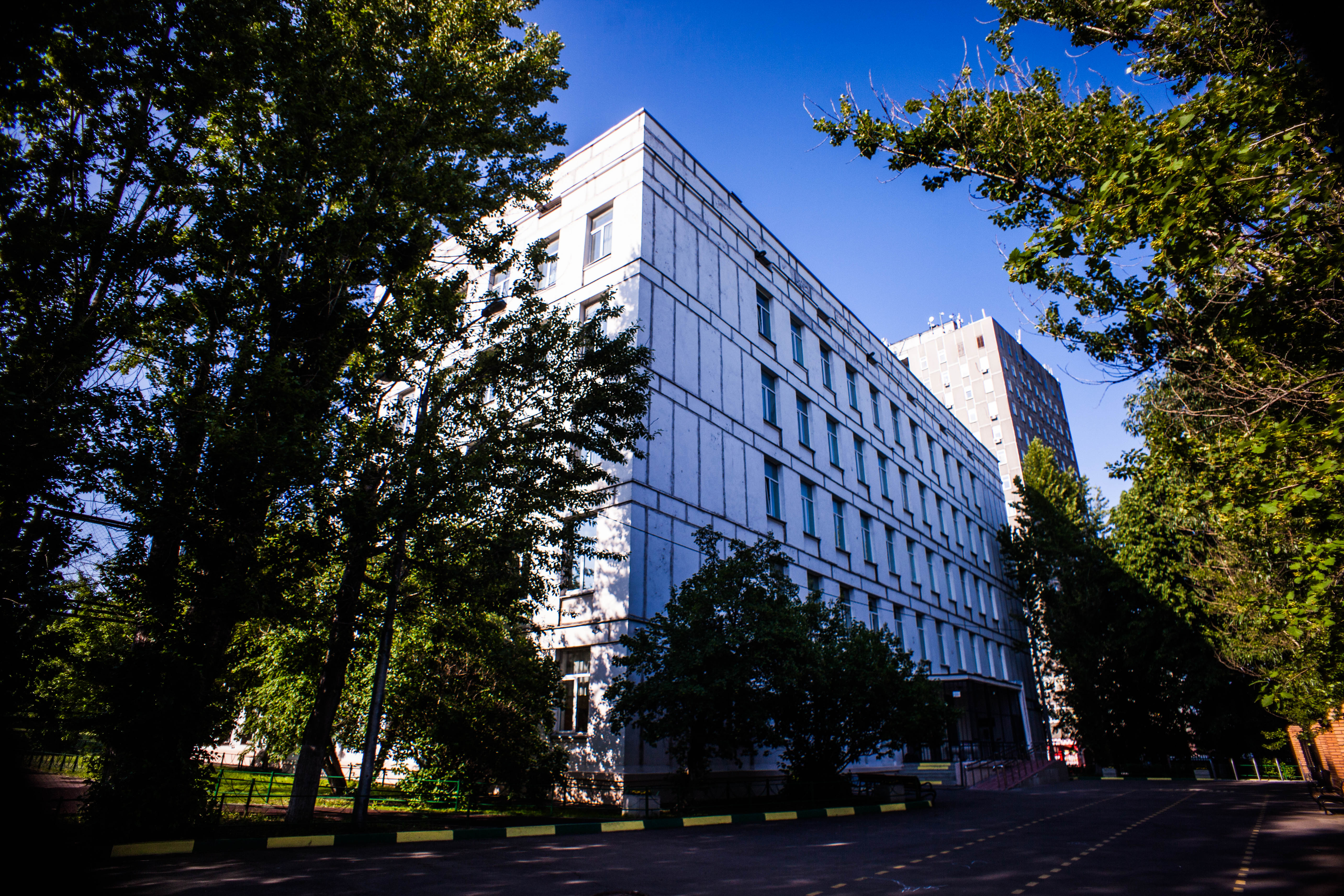
Школа № 157

- № 29 стр. 3, в глубине двора на углу Смольной улицы — колокольня б. Казанского Головинского монастыря. Казанская женская община была учреждена в 1881 на средства купца Н. И. Сидорова, на землях, выкупленных Сидоровым у помещиков Головиных, с 1886 официально называлась монастырём. Сейчас по землям бывшего монастыря проходит Смольная улица, а колокольня — единственная из сохранившихся построек. Главный, пятиглавый Троицкий собор был выстроен в 1885—1887 (арх. А. П. Белоярцев) с временной деревянной колокольней. Существующая колокольня была выстроена в 1911—1913 по проекту арх. А. А. Латкова. Она принадлежит к типу надвратных монастырских церквей, однако была поставлена внутри ограды, отдельно от собора.
- № 43а — Московская академия туристского и гостинично-ресторанного бизнеса (МАТГР).

По чётной стороне:
- № 20 — Московский государственный технический университет гражданской авиации.

## Происшествия
6 декабря 2010 года на бульваре Асланом Черкесовым было совершено убийство 28-летнего футбольного болельщика Егора Свиридова. Событие получило широкий общественный резонанс. В память об этом событии рядом с этим местом, на правой стороне бульвара был установлен деревянный крест.

## Транспорт
В начале бульвара расположена станция метро  Водный стадион. От конца бульвара можно добраться до платформы  Моссельмаш, а от середины бульвара можно добраться до станции МЦК  Коптево. По бульвару проходят автобусные маршруты 65, 70, 72, 123, 139, 500, 565, 594, 621, 698.